# Ben Guecha
Ben Guecha là một đô thị thuộc tỉnh El Oued, Algérie. Dân số thời điểm năm 2002 là 1.036 người.